# Stefan Trafelet
Stefan Trafelet (* 23. März 1984) ist ein Schweizer Radrennfahrer.
Stefan Trafelet begann seine internationale Karriere 2006 bei dem deutschen Continental Team Milram, für das er im Frühjahr 2006 Fünfter bei dem belgischen Eintagesrennen Grand Prix Waregem wurde. Im Herbst startete er bei der Strassen-Radweltmeisterschaft im österreichischen Salzburg im Strassenrennen der U23-Klasse, wo er den 58. Platz hinter dem Sieger Gerald Ciolek belegte. Nach Ablauf der Saison 2009 sind keine weiteren Resultate bekannt geworden.

## Teams
- 2006 Continental Team Milram
- 2008 NGC Medical-OTC Doors (bis 10.09.)